# Shrewton
Shrewton est un village et une paroisse civile du Wiltshire, en Angleterre. Il est situé à une dizaine de kilomètres à l'ouest de la ville d'Amesbury, sur la route A360. Au moment du recensement de 2011, il comptait 1 870 habitants.